# Anderson Varejão
Pour les articles homonymes, voir Varejão.
Anderson França Varejão, né le 28 septembre 1982 à Colatina dans l'État d'Espírito Santo au Brésil, est un joueur brésilien de basket-ball évoluant au poste d'ailier fort et de pivot.

## Biographie
Après une courte carrière au Brésil, récompensée toutefois par un titre de meilleur joueur de la ligue, il rejoint la Liga ACB, débutant en février 2002 pour le FC Barcelone. Lors de la saison 2002-2003, la richesse de l'effectif du club catalan, dont Dejan Bodiroga, Šarūnas Jasikevičius.., ne lui permet pas d'être qualifié pour la liga ACB. Il évolue ainsi uniquement en Euroligue. Cette saison est une date importante pour le club espagnol qui remporte sa première euroligue lors d'un Final Four se déroulant à Barcelone.
En 2004, il est choisi en 30e position lors de la draft par le Magic d'Orlando avant d'être échangé durant l'été. Il rejoint ainsi le club des Cavaliers de Cleveland. Là il est très apprécié par les fans du club qui apprécient sa volonté et son abattage, son travail pour nettoyer la raquette, travail qui permet à LeBron James de pouvoir développer son talent.
L'arrivée en 2011 du meneur Kyrie Irving le stimule et une augmentation des points par match peut-être observée dans ses statistiques personnelles.
Il évolue également avec la sélection du Brésil. Avec celle-ci, il fait l'objet d'une polémique lors du championnat du monde 2006 au Japon. Lors d'un match de poule, il blesse le joueur grec Níkos Zísis, lui occasionnant une triple fracture au visage qui nécessita une opération. Il a toujours nié l'aspect intentionnel de la faute, s'appuyant sur le fait qu'aucun des trois arbitres ne l'ait jugé ainsi.
Après de très longue négociation Varejão resigne avec les Cavaliers à la saison 2007-2008. Il est surnommé SideShow Bob en référence au personnage de la série Les Simpson à cause de sa coupe de cheveux.
Anderson retourne ensuite au pays et joue un an et demi avec Flamengo. Le 4 mai 2021, il signe un contrat de 10 jours avec les Cavaliers de Cleveland, franchise où il avait évolué entre 2004 et 2016. Le 14 mai 2021, il signe un second contrat de 10 jours en faveur des Cavaliers de Cleveland.

## Palmarès

### Club
- Vainqueur de l'Euroligue en 2003.
- Champion de la conférence Est de NBA 2007 et 2015 avec les Cavaliers de Cleveland.
- Finaliste de NBA avec les Cavaliers de Cleveland en 2007 face aux Spurs de San Antonio.
- Finaliste de NBA avec les Cavaliers de Cleveland en 2015 face aux Golden State Warriors.
- Champion de la conférence Ouest de NBA 2016 avec les Golden State Warriors.
- Finaliste NBA 2016 avec les Golden State Warriors face aux Cavaliers de Cleveland.

### Sélection nationale
- Championnat du monde
  - Participation au championnat du monde 2006 au Japon.
  - Participation au championnat du monde 2002 à Indianapolis.
- Championnat sud-américain
  - Médaille d'or au Championnat sud-américain de Montevideo en 2003.
- Tournoi des Amériques
  - Médaille d'argent au Tournoi des Amériques de Neuquén en 2001.
- Jeux panaméricains
  - Médaille d'or aux Jeux panaméricains de Santo Domingo en 2003.
- autres
  - Médaille de bronze aux Goodwill Games de Brisbane en 2001.

### Distinction personnelle
- Élu meilleur joueur de la ligue brésilienne pour la saison 2000-2001.

## Records sur une rencontre en NBA
Les records personnels d'Anderson Varejao en NBA sont les suivants, :
| Record de la franchise |

| Type de statistique        | Saison régulière | Saison régulière          | Saison régulière  | Playoffs | Playoffs                | Playoffs      |
| Type de statistique        | Record           | Adversaire                | Date              | Record   | Adversaire              | Date          |
| -------------------------- | ---------------- | ------------------------- | ----------------- | -------- | ----------------------- | ------------- |
| Points                     | 35               | @ Nets de Brooklyn        | 13 novembre 2012  | 16       | Pistons de Détroit      | 13 mai 2006   |
| Paniers marqués            | 16               | @ Nets de Brooklyn        | 13 novembre 2012  | 7        | @ Magic d'Orlando       | 30 mai 2009   |
| Paniers tentés             | 21               | @ Nets de Brooklyn        | 13 novembre 2012  | 12       | @ Magic d'Orlando       | 30 mai 2009   |
| Paniers à 3 points réussis | 1                | Hawks d'Atlanta           | 30 décembre 2009  | -        | -                       | -             |
| Paniers à 3 points tentés  | 2                | Clippers de Los Angeles   | 7 février 2007    | 1        | 5 fois                  | 5 fois        |
| Lancers francs réussis     | 12               | Raptors de Toronto        | 18 décembre 2012  | 6        | @ Pistons de Détroit    | 17 mai 2006   |
| Lancers francs tentés      | 16               | Raptors de Toronto        | 18 décembre 2012  | 8        | 3 fois                  | 3 fois        |
| Rebonds offensifs          | 12               | Wizards de Washington     | 30 octobre 2012   | 7        | 3 fois                  | 3 fois        |
| Rebonds défensifs          | 17               | 2 fois                    | 2 fois            | 11       | Bulls de Chicago        | 17 avril 2010 |
| Rebonds totaux             | 25               | Magic d'Orlando           | 2 janvier 2014    | 15       | Bulls de Chicago        | 17 avril 2010 |
| Passes décisives           | 9                | Wizards de Washington     | 30 octobre 2012   | 3        | @ Wizards de Washington | 24 avril 2008 |
| Interceptions              | 5                | Magic d'Orlando           | 28 décembre 2010  | 5        | @ Magic d'Orlando       | 26 mai 2009   |
| Contres                    | 5                | @ Bobcats de Charlotte    | 29 décembre 2010  | 4        | Hawks d'Atlanta         | 7 mai 2009    |
| Balles perdues             | 5                | 2 fois                    | 2 fois            | 3        | @ Celtics de Boston     | 13 mai 2010   |
| Minutes jouées             | 47               | Trail Blazers de Portland | 1er décembre 2012 | 37       | Magic d'Orlando         | 20 mai 2009   |

- Double-double : 91 (dont 1 en playoffs)
- Triple-double : 0